# Όri Όrliakas kai Tsourgiakas
Όri Όrliakas kai Tsourgiakas este o arie protejată (arie de protecție specială avifaunistică — SPA) din Grecia întinsă pe o suprafață de 9.848,28 ha, integral pe uscat.

## Localizare
Centrul sitului Όri Όrliakas kai Tsourgiakas este situat la coordonatele 40°00′00″N 21°15′34″E / 40.000012°N 21.259507°E.

## Înființare
Situl Όri Όrliakas kai Tsourgiakas a fost declarat arie de protecție specială avifaunistică în martie 2010 pentru a proteja 13 specii de animale.

## Biodiversitate
Situată în ecoregiunea mediteraneană, aria protejată nu include niciun habitat protejat.
La baza desemnării sitului se află mai multe specii protejate de  păsări (13): stârc cenușiu (Ardea cinerea), buha (Bubo bubo), șorecarul comun (Buteo buteo), caprimulg (Caprimulgus europaeus), șerpar (Circaetus gallicus), ciocănitoare de grădină (Dendrocopos syriacus), șoim călător (Falco peregrinus), sfrâncioc roșiatic (Lanius collurio), Leiopicus medius, ciocârlie de pădure (Lullula arborea), grangur (Oriolus oriolus), viespar (Pernis apivorus), Tachymarptis melba.
Pe lângă speciile protejate, pe teritoriul sitului au mai fost identificate 3 specii de păsări.